# Fagusverken
Fagusverken (tyska: Fagus-Werk) fabriksbyggnad i Alfeld (Leine) togs fram av Walter Gropius tillsammans med Adolf Meyer. Ägaren av Fagus-Werke Carl Benscheidt gav Gropius uppdraget att 1911 bygga en modern fabrik för tillverkning av  träläster för skotillverkning (tyska: Schuhleistenfabrik Fagus). Den skulle ligga direkt intill järnvägen mellan Alfeld och Hannover. Gropius skapade ett byggnadskomplex om tio byggnader efter den nya saklighetens principer med stora glasytor. Byggnaden är byggnadsminnesmärkt sedan 1946 och sedan 25 juni 2011 ett världsarv.